# Alexandra Pavlovna Ruská
Velkokněžna Alexandra Pavlovna Ruská (rusky: Александра Павловна; 29. červencejul./ 9. srpna 1783greg., Petrohrad – 16. března 1801, Budín) byla dcera ruského cara Pavla I. a jeho manželky Žofie Doroty Württemberské a také sestra carů Alexandra I. a Mikuláše I. Provdala se za arcivévodu Josefa Habsbursko-Lotrinského, uherského palatina (guvernéra). Její manželství bylo dosud jediným romanovsko-habsburským manželským svazkem.

## Život

### Původ

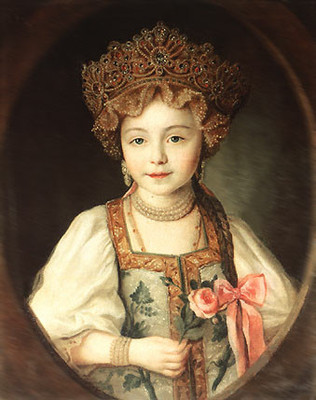
Malá velkokněžna Alexandra Pavlovna oblečená do kokošníku a sarafánu, 90. léta 17. století.

Velkokněžna Alexandra Pavlovna se narodila v Carském Selu jako třetí dítě a nejstarší dcera careviče Pavla a jeho druhé manželky Žofie Doroty Württemberské (po svatbě přejmenované na Marii Fjodorovnu). Pohlaví dítěte zklamalo její babičku z otcovy strany, Kateřinu Velikou. 
Carevnin tajemník Alexandr Chrapovickij napsal, že carevna považovala novorozenou velkokněžnu Alexandru za velmi ošklivou, zejména ve srovnání s jejími staršími bratry. Nepříznivě pro ni vyznělo i srovnání s její mladší sestrou Jelenou: carevna poznamenala, že půlroční Jelena je mnohem chytřejší a půvabnější než dvouletá Alexandra. Jako dárek k narození Alexandry však Kateřina II. věnovala svému synovi palác Gatčina.

### Vzdělání
Dostalo se jí obvyklého vzdělání ruských princezen, učila se francouzsky a německy a také hudbě a kreslení. Alexandra si byla velmi blízká se svou mladší sestrou Jelenou a často byly společně portrétovány. 

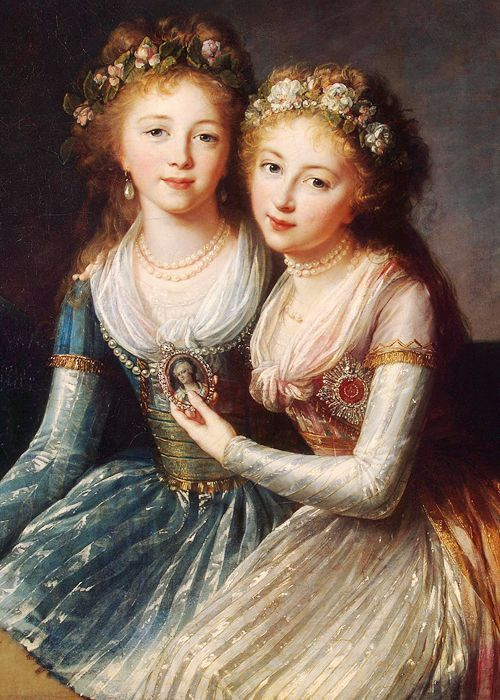
Velkokněžny Alexandra a Jelena Pavlovna, autorka Elisabeth Vigée Le Brun, asi 1795-1797.

Alexandřina výchova byla stejně jako výchova její sestry svěřena Charlottě von Lieven, která působila jako guvernantka.
Velkokněžna byla velmi pilnou studentkou. V roce 1787 její matka o své čtyřleté dceři hrdě napsala, že „je stále pilná, dělá pozoruhodné pokroky a začíná překládat z němčiny.“ Alexandru fascinovalo kreslení, dále hudba a zpěv.

### Gustav IV. Adolf
V roce 1794 začala carevna přemýšlet o budoucnosti velkokněžny. V dopisech z těch let Kateřina II. vyjadřuje myšlenku přivést do Ruska „bezzemky“, které by po sňatku s její vnučkou získaly postavení a prostředky pro život v nové vlasti.
Alexandřin osud však dopadl jinak. V roce 1792 dorazila k ruskému dvoru zpráva o zavraždění švédského krále Gustava III. (který byl carevniným prvním bratrancem) a o nástupu jeho čtrnáctiletého syna Gustava IV. Adolfa na trůn. Údajně bylo přáním zesnulého švédského panovníka uzavřít spojenectví s ruskou carskou rodinou sňatkem svého jediného syna s jednou z vnuček carevny; podle jiné verze však myšlenka na sňatek patřila carevně, a dokonce se stala jednou z tajných podmínek Väräläské smlouvy. Myšlenku tohoto spojenectví podporoval švédský regent, strýc nového krále Karel, vévoda ze Södermanlandu.
V říjnu 1793, u příležitosti sňatku velkoknížete Alexandra Pavloviče s bádenskou princeznou Luisou, přijel hrabě Stenbock do Petrohradu s gratulacemi od švédského dvora a zahájil oficiální jednání o sňatku. Alexandra se začala učit švédský jazyk a také se připravovat na to, že bude přemýšlet o svém budoucím manželovi.
Ve dvou otázkách se však strany nedokázaly dohodnout: Na náboženství budoucí královny a na osudu hraběte Gustafa Mauritze Armfelta, člena spiknutí proti švédskému regentovi, který se uchýlil do Ruska. Jako odvetu začal regent vyjednávat o sňatku Gustava IV. Adolfa s vévodkyní Luisou Šarlotou Meklenbursko-Zvěřínskou. Carevna předstírala, že machinace švédského regenta ignoruje.
1. listopadu 1795 švédský dvůr oficiálně oznámil zasnoubení Gustava IV. Adolfa s vévodkyní Luisou Šarlotou Meklenbursko-Zvěřínskou a v oficiální církevní modlitbě ve Švédsku se začala zmiňovat nastávající nevěsta. 
Kateřina II. se postavila na ochranu své vnučky, neomezila se však jen na slova: odmítla přijmout velvyslance, který přišel se zprávou o oznámení zásnub. Hrabě Alexandr Suvorov byl vyslán ke švédským hranicím na „průzkum hradů“ a ve Stockholmu byl generálmajor hrabě Andrej Budberg pověřen, aby sňatku zabránil. Zatímco švédský dvůr čekal na příjezd nevěsty, král si to náhle rozmyslel a zasnoubení zrušil. V dubnu 1796 jednání o „ruském sňatku“ obnovila Kateřina II. a pozvala Gustava IV. Adolfa na návštěvu do Petrohradu.
Gustav IV. Adolf a jeho strýc vévoda ze Södermanlandu přijeli inkognito na setkání s nevěstou. Na jejich počest byla uspořádána řada skvělých večírků. Švédský panovník a Alexandra se do sebe zamilovali na první pohled. Vášeň Gustava IV. Adolfa pro velkokněžnu byla zřejmá: neustále s ní tančil a vedl s ní důvěrné rozhovory.
25. srpna 1796 požádal Gustav IV. Adolf carevnu o povolení sňatku s velkokněžnou. Jednání se Švédskem vedli hrabata Platon Zubov a Arkadij Morkov. Trápila je však otázka víry budoucí královny. 
Teprve 2. září Gustav IV. Adolf souhlasil s tím, že si Alexandra ponechá svou východní pravoslavnou víru. O čtyři dny později, 6. září, švédské velvyslanectví oficiálně požádalo o ruku velkokněžny. Oficiální zásnuby se měly konat 11. září v trůnním sále Zimního paláce. Když však toho dne ráno měli hrabata Zubov a Morkov podepsat svatební smlouvu, zjistili, že v ní chybí článek o svobodě vyznání velkokněžny, který byl na králův příkaz vymazán. Navzdory prosbám ruských vyslanců byl král pevně rozhodnut, že svému lidu pravoslavnou královnu nikdy nedá, a zamkl se ve svém pokoji. Carevna, její dvůr a Alexandra, která byla oblečena jako nevěsta, na něj čekali více než čtyři hodiny. Po oznámení konečného odmítnutí krále dostala carevna malý záchvat apoplexie a zarmoucená Alexandra se v slzách zamkla ve svém pokoji; švédské vyslanectví prohlásilo, že zasnoubení bylo zrušeno kvůli nemoci krále. 12. září se Gustav IV. Adolf zúčastnil plesu u příležitosti narozenin velkokněžny Anny Fjodorovny (rozené princezny Juliany Sasko-Kobursko-Saalfeldské), manželky velkoknížete Konstantina Pavloviče, ale dostalo se mu chladného přijetí. Alexandra se plesu nezúčastnila a carevna na něm strávila něco málo přes 15 minut, což zdůvodnila nemocí. Přestože k zásnubám nedošlo, jednání o sňatku ještě nějakou dobu pokračovala. 
Kateřina II. zemřela o dva měsíce později, 17. listopadu, a ve vyjednávání o sňatku pokračoval otec Alexandry Pavlovny a nový ruský car Pavel I. Přes všechny pokusy se však nepodařilo vyřešit hlavní otázku, náboženství velkokněžny, a jednání o sňatku byla nakonec zastavena.
Carská rodina brzy utrpěla další ránu. V říjnu 1797 se Gustav IV. Adolf oženil s bádenskou princeznou Frederikou, mladší sestrou velkokněžny Alžběty Alexejevny, Alexandřinou švagrovou. Carevna Marie Fjodorovna obvinila jak svou snachu z intrik ve prospěch své sestry, tak svého manžela cara, že si „dovolil tyto ostré a kousavé výpady proti její dceři."

### Manželství
V roce 1799, tři roky po neúspěšných zásnubách se švédským králem, vznikl pro Alexandru další manželský projekt. Předtím v roce 1798 přijeli do Petrohradu vévodové Ferdinand August a Alexandr Fridrich Württemberský, kteří byli bratry carevny Marie Fjodorovny, aby sloužili v ruské carské armádě. Vyjádřili zájem Rakouska spojit se s Ruskem v koalici proti rostoucí moci Francouzské republiky a Napoleonovi, a aby se toto spojenectví upevnilo, bylo rozhodnuto sjednat sňatek mezi Alexandrou a arcivévodou Josefem Habsbursko-Lotrinským, palatinem (místodržícím) Uher a mladším bratrem Františka II., císaře Svaté říše římské.

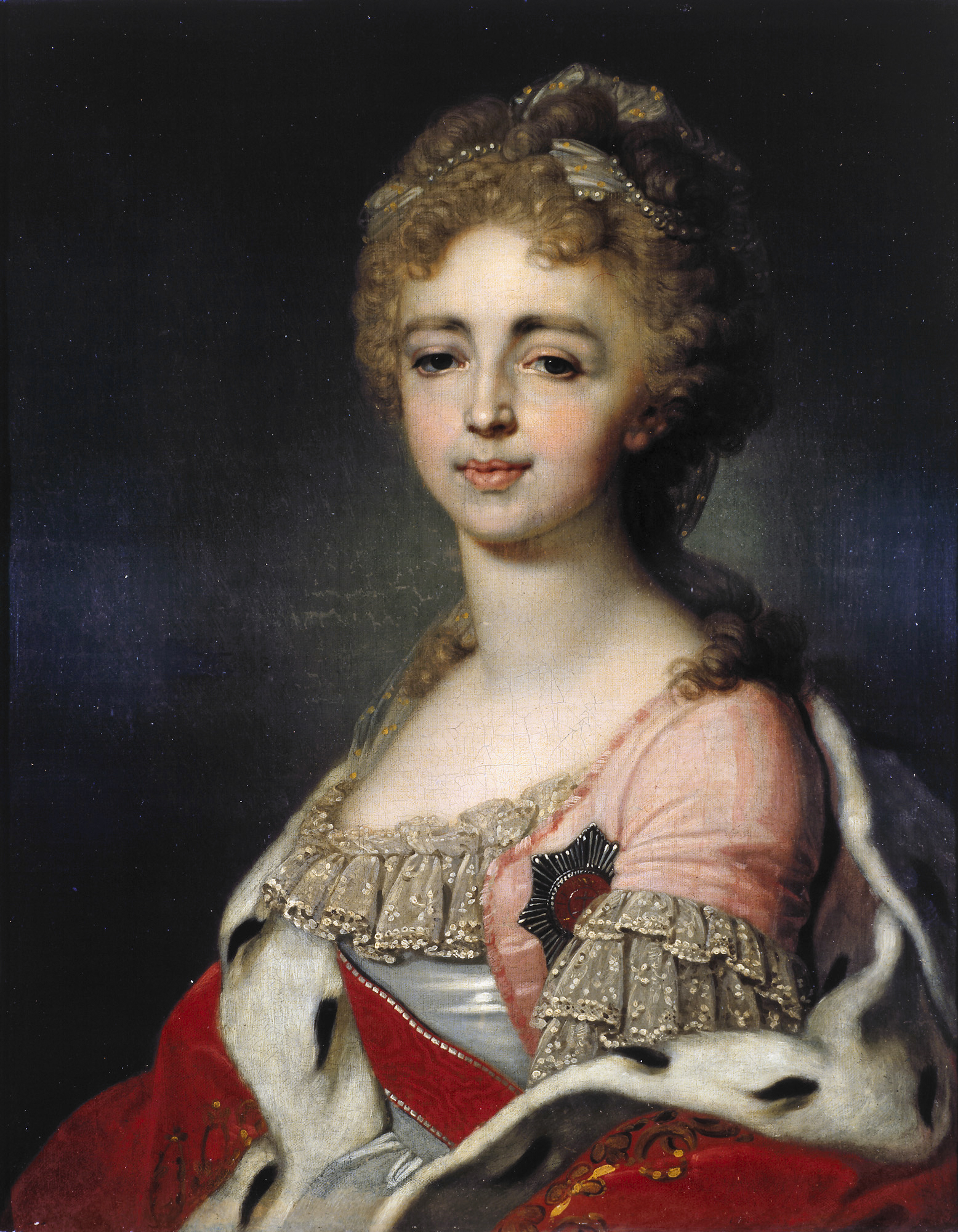
Velkokněžna Alexandra Pavlovna na portrétu Vladimira Borovikovskije, 1798

Arcivévoda Josef osobně přijel do Ruska za svou nevěstou. Jejich setkání bylo úspěšné. V polovině února 1799 se konal zásnubní ples. Později byla podepsána svatební smlouva, v níž si Alexandra měla ponechat svou ruskou pravoslavnou víru.
Dne 25. září 1799 byl zveřejněn dekret o královském titulu Alexandry. V Rusku byla označována jako „Její císařská Výsost velkokněžna arcivévodkyně rakouská“ s francouzským přídomkem „Palatine d'Hongrie“. 30. října 1799 se konala svatba v paláci Gatčina, týden po svatbě její sestry Jeleny. 
21. listopadu odjeli manželé do Rakouska. Hraběnka Varvara Golovina vzpomínala, že Alexandra byla smutná, když opouštěla Rusko, a její otec car Pavel I. „neustále opakoval, že ji od jejího obětování neuvidí“.
Podle Alexandřina zpovědníka Andreje Samborského se Alexandře dostalo ve Vídni chladného přijetí. Jiné prameny však nabízejí jiný pohled. Neapolská královna Marie Karolina (carova tchyně) a její dcery přijely do Vídně v srpnu 1800 na delší pobyt. Dcera Marie Karolíny, princezna Marie Amálie Neapolská a Sicilská, si do svého deníku zapsala, že 15. srpna byly královna a její dcery představeny Alexandře, kterou popsala jako „velmi krásnou." Marie Amálie a Alexandra se během této doby spřátelily a princezna Neapolská si do svého deníku zapsala, že ruská velkokněžna a její manžel měli přátelský vztah se zbytkem císařské rodiny a účastnili se rodinných setkání, večírků a plesů ve Vídni, což kontrastuje s verzí, kterou uvádí Andrej Samborský. 
Když byla představena císaři Františkovi II., připomínala mu jeho první manželku Alžbětu Württemberskou, která byla její tetou z matčiny strany; to vyvolalo žárlivost císařovny Marie Terezie, druhé manželky Františka II., která Alexandře rovněž záviděla její krásu a krásné šperky.
Jednou se Alexandra objevila na plese krásně oblečená a s nádhernými šperky. Císařovna se rozčílila, že ji arcivévodkyně převyšuje, a nařídila jí, aby si šperky sundala, a také jí řekla, že je už nesmí nosit. Alexandra dbala jejích pokynů, a tak si vlasy ozdobila květinami, až když se o nějaký čas později zúčastnila divadelního představení. Květiny zvýraznily její krásu, což vedlo k tomu, že se jí dostalo potlesku a ovace ve stoje, což Marii Terezii ještě více rozzuřilo. Arcivévoda Josef nedokázal svou ženu před těmito útoky ochránit. Její východní pravoslavná víra navíc vyvolávala nepřátelství římskokatolického rakouského dvora, který ji vyzýval ke konverzi.
Alexandra byla mezi Maďary oblíbená, a to jak mezi šlechtou, tak mezi prostými lidmi. Podle legendy to byl právě její návrh přidat na uherskou vlajku zelenou barvu jako třetí barvu. Maďaři v té době po staletí používali jako národní barvy červenou a stříbrnou, později červenou a bílou. Koncem 18. století však bylo navrženo přidat na vlajku třetí barvu, která by navazovala na styl francouzské trikolóry. Alexandra navrhla zelenou jako symbol naděje. V polovině 19. století se rozšířila červeno-bílo-zelená maďarská trikolóra.

### Smrt
Kvůli svým palatinským povinnostem se arcivévoda Josef s manželkou po krátkém pobytu na císařském dvoře přestěhovali do Uher, kde se usadili v paláci Alcsút, i když se běžně vraceli do Vídně, aby trávili čas s císařskou rodinou.
7. května 1800 hrál skladatel Ludwig van Beethoven na Budínském hradě za přítomnosti arcivévody Josefa a jeho manželky Alexandry. Jednalo se o součást a hlavní událost týdenních oslav, které arcivévoda uspořádal na počest své krásné manželky Alexandry.
Alexandra brzy čekala své první dítě. Těhotenství bylo těžké, protože ji trápily záchvaty nevolnosti. Lékař, který se řídil příkazy císařovny Marie Terezie, byl „více zběhlý v intrikách než v medicíně, a navíc s hrubými způsoby“; kuchařka jí navíc připravovala jídla, která nemohla jíst.

Několikahodinový porod Alexandru velmi trápil. Dcera, arcivévodkyně Alexandrina Rakouská, se narodila 8. března 1801, ale během několika hodin zemřela. Jméno dostala po své matce. 

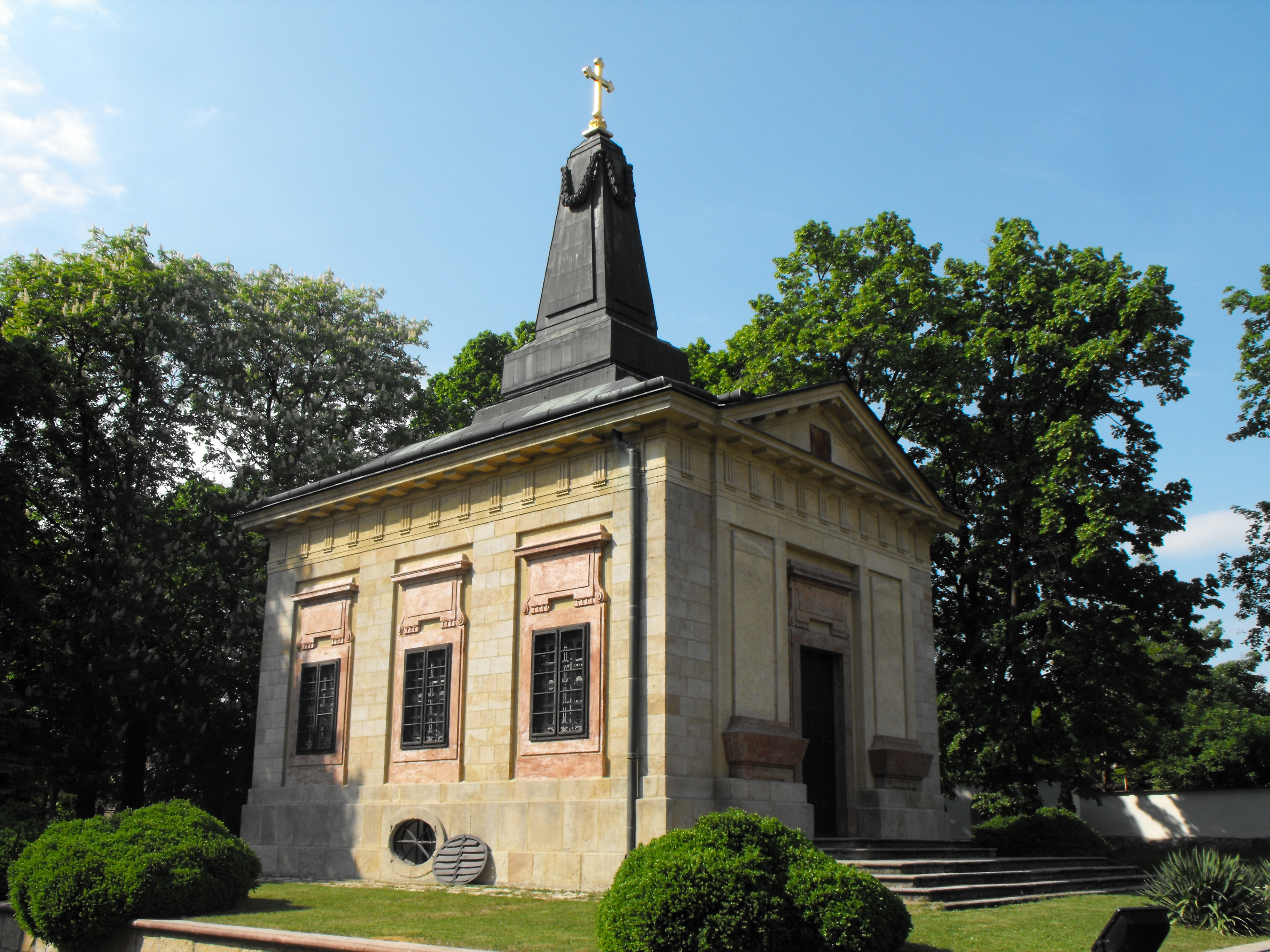
Kostel v Ürömu

Osmý den po porodu směla Alexandra vstát, ale večer dostala poporodní horečku, která nakonec způsobila její předčasnou smrt 16. března 1801 ve věku 17 let.
Zemřela týden před vraždou svého otce, k níž došlo 23. března 1801. Zpráva o její smrti se k matce a sourozencům v Rusku dostala až koncem měsíce. Obě události byly pro rodinu Romanovců strašlivou ranou.
Původně byla pohřbena v kapucínském klášteře v Budíně (část Víziváros), později byly její ostatky přemístěny do vesnice Üröm v Uhrách. Nad jejím hrobem car Alexandr I., její bratr, nechal postavit pravoslavný chrám.

## Archiv
Dopisy Alexandry jejímu dědečkovi vévodovi württemberskému Fridrichu II. Evženovi, spolu s dopisy jejích sourozenců, napsané v letech 1795 až 1797, jsou uchovány ve Státním archivu v německém Stuttgartu (Hauptstaatsarchiv Stuttgart).
Alexandřiny dopisy její švagrové Marii Tereze Neapolské jsou uchovány v Rakouském státním archivu ve Vídni.

## Vyznamenání
- Dáma velkokříže Řádu svaté Kateřiny (1783)

## Vývod z předků
|                    |                                       |  |                                           |                                        |  |  |  |  |  |  |  | Frederik IV. Holštýnsko-Gottorpský |
|                    |                                       |  |                                           |                                        |  |  |  |  |  |  |  |                                    |
|                    | Karel Fridrich Holštýnsko-Gottorpský  |  |                                           |                                        |  |  |  |  |  |  |  |                                    |
|                    |                                       |  |                                           |                                        |  |  |  |  |  |  |  |                                    |
|                    |                                       |  |                                           | Hedvika Žofie Švédská                  |  |  |  |  |  |  |  |                                    |
|                    |                                       |  |                                           |                                        |  |  |  |  |  |  |  |                                    |
|                    | Petr III. Ruský                       |  |                                           |                                        |  |  |  |  |  |  |  |                                    |
|                    |                                       |  |                                           |                                        |  |  |  |  |  |  |  |                                    |
|                    |                                       |  |                                           | Petr I. Veliký                         |  |  |  |  |  |  |  |                                    |
|                    |                                       |  |                                           |                                        |  |  |  |  |  |  |  |                                    |
|                    | Anna Petrovna                         |  |                                           |                                        |  |  |  |  |  |  |  |                                    |
|                    |                                       |  |                                           |                                        |  |  |  |  |  |  |  |                                    |
|                    |                                       |  |                                           | Kateřina I. Ruská                      |  |  |  |  |  |  |  |                                    |
|                    |                                       |  |                                           |                                        |  |  |  |  |  |  |  |                                    |
|                    | Pavel I. Ruský                        |  |                                           |                                        |  |  |  |  |  |  |  |                                    |
|                    |                                       |  |                                           |                                        |  |  |  |  |  |  |  |                                    |
|                    |                                       |  |                                           | Jan Ludvík I. Anhaltsko-Dornburský     |  |  |  |  |  |  |  |                                    |
|                    |                                       |  |                                           |                                        |  |  |  |  |  |  |  |                                    |
|                    | Kristián August Anhaltsko-Zerbstský   |  |                                           |                                        |  |  |  |  |  |  |  |                                    |
|                    |                                       |  |                                           |                                        |  |  |  |  |  |  |  |                                    |
|                    |                                       |  |                                           | Kristýna ze Zeutschu                   |  |  |  |  |  |  |  |                                    |
|                    |                                       |  |                                           |                                        |  |  |  |  |  |  |  |                                    |
|                    | Kateřina II. Veliká                   |  |                                           |                                        |  |  |  |  |  |  |  |                                    |
|                    |                                       |  |                                           |                                        |  |  |  |  |  |  |  |                                    |
|                    |                                       |  |                                           | Kristián August Holštýnsko-Gottorpský  |  |  |  |  |  |  |  |                                    |
|                    |                                       |  |                                           |                                        |  |  |  |  |  |  |  |                                    |
|                    | Johana Alžběta Holštýnsko-Gottorpská  |  |                                           |                                        |  |  |  |  |  |  |  |                                    |
|                    |                                       |  |                                           |                                        |  |  |  |  |  |  |  |                                    |
|                    |                                       |  |                                           | Albertina Frederika Bádensko-Durlašská |  |  |  |  |  |  |  |                                    |
|                    |                                       |  |                                           |                                        |  |  |  |  |  |  |  |                                    |
| Alexandra Pavlovna |                                       |  |                                           |                                        |  |  |  |  |  |  |  |                                    |
|                    |                                       |  |                                           |                                        |  |  |  |  |  |  |  |                                    |
|                    |                                       |  | Fridrich Karel Württembersko-Winnentalský |                                        |  |  |  |  |  |  |  |                                    |
|                    |                                       |  |                                           |                                        |  |  |  |  |  |  |  |                                    |
|                    | Karel Alexandr Württemberský          |  |                                           |                                        |  |  |  |  |  |  |  |                                    |
|                    |                                       |  |                                           |                                        |  |  |  |  |  |  |  |                                    |
|                    |                                       |  |                                           | Eleonora Juliana Braniborsko-Ansbašská |  |  |  |  |  |  |  |                                    |
|                    |                                       |  |                                           |                                        |  |  |  |  |  |  |  |                                    |
|                    | Fridrich II. Evžen Württemberský      |  |                                           |                                        |  |  |  |  |  |  |  |                                    |
|                    |                                       |  |                                           |                                        |  |  |  |  |  |  |  |                                    |
|                    |                                       |  |                                           | Anselm František Thurn-Taxis           |  |  |  |  |  |  |  |                                    |
|                    |                                       |  |                                           |                                        |  |  |  |  |  |  |  |                                    |
|                    | Marie Augusta Thurn-Taxis             |  |                                           |                                        |  |  |  |  |  |  |  |                                    |
|                    |                                       |  |                                           |                                        |  |  |  |  |  |  |  |                                    |
|                    |                                       |  |                                           | Marie Ludovika Lobkovicová             |  |  |  |  |  |  |  |                                    |
|                    |                                       |  |                                           |                                        |  |  |  |  |  |  |  |                                    |
|                    | Žofie Dorota Württemberská            |  |                                           |                                        |  |  |  |  |  |  |  |                                    |
|                    |                                       |  |                                           |                                        |  |  |  |  |  |  |  |                                    |
|                    |                                       |  |                                           | Filip Vilém Braniborsko-Schwedtský     |  |  |  |  |  |  |  |                                    |
|                    |                                       |  |                                           |                                        |  |  |  |  |  |  |  |                                    |
|                    | Fridrich Vilém Braniborsko-Schwedtský |  |                                           |                                        |  |  |  |  |  |  |  |                                    |
|                    |                                       |  |                                           |                                        |  |  |  |  |  |  |  |                                    |
|                    |                                       |  |                                           | Jana Šarlota Anhaltsko-Desavská        |  |  |  |  |  |  |  |                                    |
|                    |                                       |  |                                           |                                        |  |  |  |  |  |  |  |                                    |
|                    | Bedřiška Braniborsko-Schwedtská       |  |                                           |                                        |  |  |  |  |  |  |  |                                    |
|                    |                                       |  |                                           |                                        |  |  |  |  |  |  |  |                                    |
|                    |                                       |  |                                           | Fridrich Vilém I.                      |  |  |  |  |  |  |  |                                    |
|                    |                                       |  |                                           |                                        |  |  |  |  |  |  |  |                                    |
|                    | Žofie Dorota Pruská                   |  |                                           |                                        |  |  |  |  |  |  |  |                                    |
|                    |                                       |  |                                           |                                        |  |  |  |  |  |  |  |                                    |
|                    |                                       |  |                                           | Žofie Dorotea Hannoverská              |  |  |  |  |  |  |  |                                    |
|                    |                                       |  |                                           |                                        |  |  |  |  |  |  |  |                                    |